# اچ‌ام‌ای‌اس وارگو (یو۷۳)
اچ‌ام‌ای‌اس وارگو (یو۷۳) (به انگلیسی: HMAS Warrego (U73)) یک کشتی بود که طول آن ۲۶۶ فوت (۸۱ متر) بود. این کشتی در سال ۱۹۴۰ ساخته شد.